# Auktion (kortspel)
Auktion är ett kortspel där kort ur leken auktioneras ut bland deltagarna, vilkas mål är att samla på sig 7 kort i samma färg eller 7 kort i sekvens utan hänsyn till färg.
Varje spelare får 5 kort i given, och resterande kort bildar en talong. Spelarna drar varje gång de är i tur två kort från talongen. Det första kortet sätter man på handen, och det andra kortet visas upp och auktioneras bort till högstbjudande. Det spelarna har att bjuda med är ett angivet antal kort från den egna handen, som man är beredd att avstå ifrån för att få det utbjudna kortet. 